# Чурили
Чурили — шляхетські роди.

## гербу Корчак
Український (руський) шляхетський рід гербу Корчак.

### Версії походження
Бартош Папроцький засновником роду вважав сина Олександра Горайського гербу Корчак Андрія, який мав прізвисько «Чурило» (Чирило, Цирило, Цирил)[джерело?]. Адам Бонецький безсумнівним протопластом роду вважав Івана (Івоню) з Клеців — брата коронного підскарбія Дмитра з Гораю, разом з яким 1377 отримали від короля Людовика Угорського Горай та Красник з прилеглостями.

### Представники
- Іван, 1378 був свідком продажу Климунтова[3]
- Чурило-Бродовський — шваґро князя Федора Даниловича Острозького[4], 1385 подарував йому своє село Бродово поблизу Острога; бл. 1435 князь Андрій Федорович Острозький заставив Тучампи (Tuczampy) своєму братові Чурилу, галицькому підкоморію, тому А. Бонецький припускав, що Іван (Івоня) міг бути ідентичним Чурилові Бродовському, а дружина князя Федора[3] Агафія — його дочкою[5]

- Іван (Івоня)[6]
  - Олександр
  - Андрій[5] Кирило (Цирил) — прадід галицького підкоморія Андрія; наприкінці XIV — на початку XY ст. змінив родове прізвище з руського Цирило (пол. Cyrylo) на спольщений варіант Чурило, заклав село Стоянці (пол. Stojanice) в Мостиському повіті — пізніше родинне гніздо[джерело?]; 1410 продав Черепин Давидовському[5]
    - Іван, 1448 отримав різні маєтності на Поділлі правом застави, 1456 мав процес проти Ходорівського
    - Андрій — галицький підкоморій 1436, 1446 разом з братом Іваном мав процес проти Бибельського
      - Іван (старший), син першої дружини, 1462 отримав Рогізне, Ростків, Тулиголови після поділу спадку з братами; Стоянці, Уйковичі, Хмельник (Chmielnik), Рудоловичі (Rudołowice) не підлягали поділу, помер бездітним
      - Іван (молодший), син другої дружини Ельжбети
      - Андрій, син другої дружини Ельжбети, 1462 ще неповнолітній разом з братами провів поділ спадку, у висліді якого разом з Іваном молодшим отримали Королин (Królin), Дмитровичі, Конюшки, Куматичі (Kumatycze), Влостків (Włostków), Самичі (Samicze);

  - Микола; 1405 р. разом з братами Олександром та Андрієм поділили маєтності[5]

- Андрій зі Стоянців[7] Чурило — галицький підкоморій[8]
  - Андрій — перемиський каштелян, мав 4 сини:
    - Станіслав — ловчий краківський,[9] чоловік Барбари Оссоліньскої[10]
    - Андрій,
    - Микола — син каштеляна Андрія, бургграф Кракова
      - Мартин — син Миколи
        - Юрій — син Мартина та Анни Язловецької, чоловік Фредрівни,
          - Маріанна — дружина Міхала-Єжи Станіславського; разом надали кошти для коштовної каплиці її матері в старому костелі домініканців Львова

        - Микола — стольник сяноцький, чоловік Зофії Лянцкороньської, швагро подільського воєводи Станіслава Лянцкоронського[11]
          - Анна — дружина Олександра Дідушицького

        - Анна — донька Мартина, дружина Станіслава Кашовського, Яна Одживольського; продала 1643 року успадковані Язловець з прилеглими селами Станіславу Конецпольському[12]

      - Єлизавета — дружина Миколая Коли[13]

    - Мартин — чоловік Катерини Гербурт з Фельштина

- Станіслав — белзький староста[14]
- Андрій — дідич Хмелеви (тепер Заліщицький район)[15]
- Флоріян — секретар королеви Бони Сфорци[16]
- Юрій[17] Чурило — сприяв перевезенню чудотворного образу Богоматері до Рудок
- кс. Станіслав з Горая — львівський латинський парох часів Хмельниччини[18]
- Агафія (Агата) з Чурилів — дружина Острозького Федора Даниловича[19]
- Анна з Чурилів на Стоянцах Мацєйовська — дружина Любомльського старости, охмістра королеви Барбари Радзивілл Станіслава Мацєйовського, сестра Ельжбети[20]
- Єлизавета з Чурилів Гербурт — дружина Якуба Гербурта, теща очільника рокошу Міколая Зебжидовського
- Евфрозина з Чурилів Оссолінська — друга дружина жидачівського старости Героніма Оссолінського.[21]
- Анна — донька Миколи та Зофії Лянцкороньської,[22] дружина любачівського каштеляна Олександра Дідушицького[23]
- Ядвіга — донька Андрія, дружина посідача 1454 року П'ятничани Жидачівських Петра Внучка[24]
- Станіслав Чурило — підкоморій львівський

### Маєтності
Отримали чимало маєтностей після вигасання роду Язловецьких.
Їх маєтностями були, зокрема:
- в Руському воєводстві: Стоянці, маєтки біля Косова, Рахині з соляними жупами (Прикарпаття), Чернелиця і Заболотівщина над Прутом
- у Подільському воєводстві: Озаринці, Яришів, Серебринці, Олчедаїв, Мурафа, Снітків, Лучинець та ін.[1]

## гербу Равич
Каспер Несецький та Адам Бонецький стверджували про існування роду Чурилів гербу Равич, дідичним селом яких було Чурили Луківського повіту.

### Представники
- Яків — домівник Пйотра Любранського.

Чурили Олендзькі
Деякі представники роду від назви села Оленди (Olendy), розташованої поряд з с. Чурили, писалися як Чурили Олендзькі.
- Станіслав — луківський гродський суддя 1581.
- Ян — отримав лист żelazny від короля Владислава IV у 1637.